# Stereonephthya imbricans
Stereonephthya imbricans is een zachte koraalsoort uit de familie Alcyoniidae. De koraalsoort komt uit het geslacht Stereonephthya. Stereonephthya imbricans werd in 1931 voor het eerst wetenschappelijk beschreven door Thomson & Dean. 